# Pic de les Fonts
Le pic de les Fonts est un sommet des Pyrénées situé à la frontière entre les paroisses de La Massana et d'Ordino en Andorre.

## Toponymie
Pic a le même sens en catalan qu'en français et désigne un sommet pointu par opposition aux tossa et bony fréquemment retrouvés dans la toponymie andorrane et qui correspondent à des sommets plus « arrondis ».
Fonts est le pluriel de font qui signifie « source » en catalan et provient du latin fons de même sens,. Le pic de les Fonts est donc le « pic des sources ».

## Géographie

### Localisation
Le pic de les Fonts est un sommet s'élevant à une altitude de 2 749 m à la frontière entre les paroisses de La Massana et d'Ordino en Andorre. Il surplombe au nord le cirque glaciaire de l'Angonella et les étangs éponymes nichés dans des cuvettes de surcreusement. 

### Géologie
Le pic de les Fonts est situé sur la chaîne axiale primaire des Pyrénées formée de roches du Paléozoïque. Comme dans tout le nord-ouest de la principauté d'Andorre, les roches datent plus précisément du Cambrien et de l'Ordovicien et sont de nature métamorphique (schiste et micaschiste selon le degré de métamorphisme).
Les glaciations quaternaires ont modelé le relief du pic. Celui-ci se trouve au recoupement de plusieurs cirques glaciaires : le cirque de Montmantell à l'ouest, le cirque de l'Angonella au nord et la Clotada de les Fonts au sud. Ce dernier, particulièrement avalancheux est le point de départ de l'avalanche d'Arinsal de 1996,.